# Diecéze Namibe
Diecéze Namibe je diecéze římskokatolické církve, nacházející se v Angole.

## Území
Zahrnuje všechno území angolské provincie Namibe.
Biskupským sídlem je město Namibe, kde se nachází hlavní chrám diecéze katedrála svatého Petra.
Rozděluje se do 6 farností. Roku 2013 měla 375 000 věřících, 12 diecézních kněží, 4 řeholních kněží, 4 řeholníky a 18 řeholnic.

## Historie
Diecéze byla založena 21. března 2009 bulou Apostoli ipsi papeže Benedikta XVI. a to z části území arcidiecéze Lubango.

## Seznam biskupů
- Mateus Feliciano Tomás (2009–2010)
- Dionisio Hisiilenapo (od 2011)